# St. Thomas von Aquin (Berlin-Charlottenburg)
Die römisch-katholische Kirche St. Thomas von Aquin im Berliner Ortsteil Charlottenburg des Bezirks Charlottenburg-Wilmersdorf ist eine – in die umgebende Blockrandbebauung eingefügte – Hallenkirche, deren Schutzpatron der heilige Thomas von Aquin ist. Sie steht unter Denkmalschutz und gehört zur Pfarrei „Märtyrer von Berlin“ im Erzbistum Berlin.

## Geschichte
Um 40.000 katholische Einwohner hatte sich 1913 Pfarrer Bernhard Lichtenberg zu kümmern, in der Herz-Jesu-Kirche des Charlottenburger Kirchspiels fanden aber nur 437 Gläubige im Kirchengestühl Platz. Deshalb galt seine erste Sorge der Verbesserung der kirchlichen Versorgung der Charlottenburger Diaspora-Katholiken. Der erste Gottesdienst im Seelsorgegebiet zwischen Bismarck- und Kantstraße fand bereits 1913 in der Aula der katholischen Volksschule in der Goethestraße statt. 1924 kam es im Hinblick auf die Studentenseelsorge für die Technische Hochschule Charlottenburg zur Errichtung der Thomas-Kapelle in der Schlüterstraße. Nach längerer Suche fand man in der Schillerstraße 102 eine Baulücke für eine Kirche und in der Nummer 101 ein Wohngebäude, das sich als Pfarrhaus eignete. Nachdem 1932 die Thomas-Kirche in der Schillerstraße für 203.000 Mark (heute: rund 1.106.000 Euro) gebaut war, bestand die Kapelle als Benediktus-Studenten-Kapelle weiter, bis sie im Zweiten Weltkrieg zerstört wurde.
Die St.-Thomas-von-Aquin-Gemeinde wurde 1922 offiziell gegründet, seit 1936 galt sie als Kuratie, 1940 wurde sie zur Pfarrei erhoben. Die Kirche wurde 1932 nur benediziert, die Kirchweihe erfolgte erst 1934 durch Bischof Nikolaus Bares. Auf Grund der finanziellen Situation im Erzbistum Berlin verlor die St.-Thomas-von-Aquin-Gemeinde ihren Status als Pfarrei, 1999 fand die Pfarrfusion mit der Mutterpfarrei Herz Jesu statt. Die St. Thomas-von-Aquin-Kirche bleibt aber Gottesdienststelle. Seit Juni 2000 ist die Frankophone Gemeinde Paroisse catholique Berlin in St. Thomas beheimatet. Im Jahr 2015 wurde die Kirche über zehn Monate aufwändig saniert und restauriert. Am 13. Dezember 2015 wurde die Kirche in einem feierlichen Pontifikalamt unter Leitung von Erzbischof Dr. Heiner Koch im Beisein der Gemeinde wiedereröffnet.
Am 1. Januar 2023 fusionierte die Pfarrei Herz Jesu mit der Pfarrei St. Kamillus zur Pfarrei „Märtyrer von Berlin in Berlin-Charlottenburg“. Zur Pfarrei gehört auch die Gedächtniskirche Maria Regina Martyrum.

## Baubeschreibung
Die relativ enge Baulücke zwischen einem bestehenden Wohngebäude links und einem von der Gemeinde erworbenen Haus rechts bot die Möglichkeit, eine Kirche so zu platzieren, dass die Fassade von der Straße aus gut sichtbar ist, wofür es in Berlin seit dem späten 19. Jahrhundert zahlreiche Beispiele gab. Die Gemeinde entschied sich für eine moderne Lösung, die 1930 durch einen Architektenwettbewerb gefunden wurde. Der Entwurf entsprach der damaligen Sicht des Kirchenbaus.

### Außenanlage
Die basilikale Hallenkirche ist ein mit Mauerwerk ausgefachter Stahlskelettbau mit Flachdach. An der Rückseite der Kirche sind Nebenräume wie die Sakristei untergebracht.
Die Fassade mit ihren zwei Rundbogenportalen ist aus der Baulinie zurückgesetzt, wodurch ein Vorhof gebildet wird, der von der Straße mit einem Zaun abgegrenzt wird. Links neben der Fassade des Kirchenschiffs steht das turmartig überhöhte Bauteil mit Kreuz. Die gegenüber dem „Turm“ zurückgesetzte Wand ist fensterlos und mit roten Ziegeln verblendet. Sie wird gegliedert in einer Folge schmaler Blenden und vorgemauerter vertikaler Lisenen in Ziegelbreite. Um die Bewohner des Nachbarhauses vor dem „Lärm“ der Glocken zu schützen, sind diese nicht im Turm, sondern in der Glockenstube hinter der Fassadenwand untergebracht, die im oberen Teil zehn schmale Schallschlitze zwischen den Lisenen hat. Die drei Bronzeglocken wurden 1955 von Feldmann & Marschel gegossen.
| Schlagton | Gewicht (kg) | Durchmesser (cm) | Höhe (cm) | Inschrift                                      |
| --------- | ------------ | ---------------- | --------- | ---------------------------------------------- |
| c         | 529          | 96               | 82        | + ST. PETRUS + GNADE EUCH UND FRIEDEN +        |
| b         | 363          | 85               | 72        | + ST. PAULUS + SUCHET DAS WAS DROBEN IST +     |
| as        | 264          | 75               | 63        | + ST. HEDWIG + ERHALTE UNS HEIMAT UND GLAUBE + |

### Innenraum

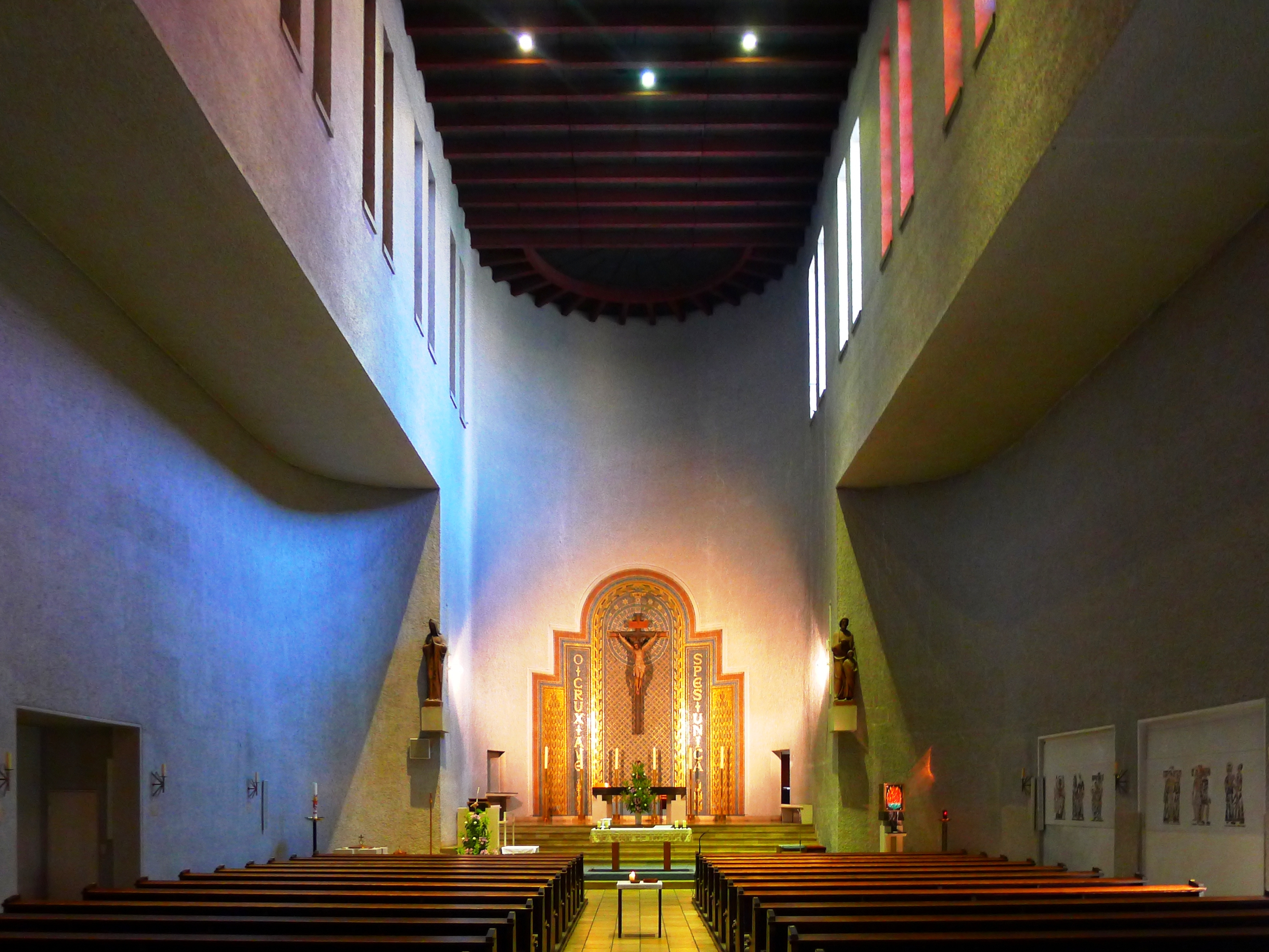
Innenraum

Da das Langhaus links an die Brandwand des Nachbarhauses angrenzt, wurde aus Gründen der Beleuchtung des Innenraums mit Tageslicht ein basilikaler Querschnitt gewählt. Die seitlichen Arkaden am Übergang vom Mittelschiff zu den Seitenschiffen des überkommenen dreischiffigen Basilika-Bauplans wurden durch Verwendung von zwei Längsbindern aus Stahl erspart, um den Typ der „Basilika ohne Pfeiler“ zu verwirklichen. Quer gestellte stählerne Dachbinder, die aus akustischen Gründen holzverkleidet sind, überdecken den mittleren Teil des Saals. Die hölzerne Dachverkleidung über der Apsis verläuft radial. Dieses System mit „Seitenschiffen“, die Flachdecke ohne Unterbrechung von Stützen in der Mitte, auf denen der Obergaden aufsetzt, wurde von Hans Herkommer entwickelt. Es sollte auch den Blick des Eintretenden frei und ungehindert durch sichthemmende Säulen oder Pfeiler zum Altar hin ermöglichen. Der rau verputzte Innenraum endet in den Seitenteilen viertelrund zum eingezogenen, hochgestuften Chor, den bis zur Höhe des Mittelschiffs eine halbrunde Apsis abschließt. Die Obergadenfenster sind in der Hochwand paarweise als hohe rechteckige Maueröffnungen eingelassen und markieren eine Tiefe von sieben Jochen. Hinter den Portalen befindet sich die Vorhalle, die als Andachtsraum genutzt werden kann, wenn der Hauptraum geschlossen ist. Darüber liegt die Empore für die Orgel.

## Ausstattung
Zur Erstausstattung gehören die Statuen der Maria und des Josef, die links und rechts am Beginn des Chores auf Konsolen stehen. Der Hochaltar stand ursprünglich an der Wand der Apsis. Eine Kanzel befand sich früher an der linken Seitenwand. Entsprechend der Liturgiereform des Zweiten Vatikanischen Konzils wurde 1967 der Altarraum umgestaltet. Der Hochaltar wurde so vorgezogen, dass die Zelebration zur Gemeinde hin erfolgte. Er blieb aber weiterhin auf dem erhöhten Altarraum in weiter Entfernung von der Gemeinde stehen. Bei dieser Renovierung wurde auch das zur Erbauungszeit der Kirche gestiftete Kruzifix aus dem 17. Jahrhundert, das bis dahin über dem Seiteneingang hing, vor das Mosaik in der Apsis versetzt. Dieses Mosaik trägt die Inschrift „o crux, ave, spes unica“ (sei gegrüßt, oh Kreuz, einzige Hoffnung). Tabernakel und Taufbecken erhielten ihren Platz rechts und links vom Altar. In den 1980er Jahren wurden der Ambo und der Priestersitz vor den Stufen des Altars aufgestellt, um eine größere Nähe zur Gemeinde herzustellen.